# Verein für Bewegungsspiele Stuttgart 1893 1969-1970
Questa voce raccoglie le informazioni riguardanti il Verein für Bewegungsspiele Stuttgart 1893 nelle competizioni ufficiali della stagione 1969-1970.

## Stagione
Nella stagione 1969-1970 lo Stoccarda, allenato da Franz Seybold, concluse il campionato di Bundesliga al 7º posto. In Coppa di Germania lo Stoccarda fu eliminato al primo turno dal Norimberga. In Coppa delle Fiere lo Stoccarda fu eliminato al secondo turno dal Napoli.

## Rosa
| N. |                     | Ruolo | Calciatore       |
| -- | ------------------- | ----- | ---------------- |
|    | Germania (bandiera) | P     | Dieter Feller    |
|    | Germania (bandiera) | P     | Gerhard Heinze   |
|    | Germania (bandiera) | P     | Günter Sawitzki  |
|    | Germania (bandiera) | D     | Hans Arnold      |
|    | Germania (bandiera) | D     | Günther Eisele   |
|    | Germania (bandiera) | D     | Hans Eisele      |
|    | Germania (bandiera) | D     | Willi Entenmann  |
|    | Germania (bandiera) | D     | Theodor Hoffmann |
|    | Germania (bandiera) | D     | Hans-Dieter Koch |
|    | Germania (bandiera) | D     | Hans Mayer       |

| N. |                     | Ruolo | Calciatore           |
| -- | ------------------- | ----- | -------------------- |
|    | Germania (bandiera) | D     | Reinhold Zech        |
|    | Francia (bandiera)  | C     | Gilbert Gress        |
|    | Germania (bandiera) | C     | Herbert Höbusch      |
|    | Svezia (bandiera)   | C     | Jan Olsson           |
|    | Germania (bandiera) | C     | Hans-Jürgen Wittfoht |
|    | Germania (bandiera) | A     | Werner Haaga         |
|    | Germania (bandiera) | A     | Karl-Heinz Handschuh |
|    | Germania (bandiera) | A     | Horst Haug           |
|    | Germania (bandiera) | A     | Roland Weidle        |
|    | Germania (bandiera) | A     | Manfred Weidmann     |

## Organigramma societario
Area tecnica
- Allenatore: Franz Seybold
- Allenatore in seconda:
- Preparatore dei portieri:
- Preparatori atletici:

## Calciomercato

### Sessione estiva
| Acquisti | Acquisti             | Acquisti   | Acquisti |
| R.       | Nome                 | da         | Modalità |
| -------- | -------------------- | ---------- | -------- |
| C        | Herbert Höbusch      | Schalke 04 |          |
| C        | Jan Olsson           | GAIS       |          |
| C        | Hans-Jürgen Wittfoht | Lubecca    |          |

| Cessioni | Cessioni             | Cessioni            | Cessioni |
| R.       | Nome                 | a                   | Modalità |
| -------- | -------------------- | ------------------- | -------- |
| C        | Rudi Entenmann       | Heilbronn           |          |
| A        | Bo Larsson           | Malmö FF            |          |
| D        | Gerd Menne           | Kickers Stoccarda   |          |
| D        | Günter Seibold       | Ludwigsburg         |          |
| D        | Klaus-Dieter Sieloff | Borussia M'gladbach |          |

## Risultati

### Bundesliga

#### Girone di andata
| Arbitro: | Weyland |

|            |           |                |
| Weidle 48’ | Marcatori | 61’ Windhausen |

| Arbitro: | Ohmsen |

|                |           |            |
| Sondermann 26’ | Marcatori | 14’ Olsson |

| Arbitro: | Hennig |

|                                |           |             |
| Weidmann 3’ Entenmann 49’, 84’ | Marcatori | 90’ Fischer |

| Arbitro: | Fuchs |

|                                            |           |                   |
| Kapellmann 15’, 29’ Claessen 68’ Krott 80’ | Marcatori | 31’, 43’ Weidmann |

| Arbitro: | Bonacker |

|             |           |                                                     |
| Weidmann 8’ | Marcatori | 67’ Gayer 69’ (aut.) Olsson 74’ Bredenfeld 79’ Horr |

| Arbitro: | Bien |

|                                   |           |                                     |
| Weinberg 17’ Lippens 25’ Beer 30’ | Marcatori | 32’ Haug 43’ Weidmann 51’ Entenmann |

| Arbitro: | Basedow |

|                                   |           |            |
| Hornig 15’ Overath 41’ Blusch 63’ | Marcatori | 70’ Arnold |

| Arbitro: | Regely |

|                    |           |                        |
| Zech 29’ Gress 61’ | Marcatori | 48’ (rig.) Hellingrath |

| Arbitro: | Hillebrand |

|            |           |                             |
| Schulz 17’ | Marcatori | 10’ Haug 30’, 37’ Entenmann |

| Arbitro: | Picker |

|                               |           |                           |
| Olsson 11’, 17’, 24’ Haug 90’ | Marcatori | 43’ Brozulat 88’ Fritsche |

| Arbitro: | Linn |

|                 |           |                     |
| Pohlschmidt 53’ | Marcatori | 33’ Haug 37’ Olsson |

| Arbitro: | Biwersi |

|                     |           |                                   |
| Haug 60’ Olsson 78’ | Marcatori | 6’ Roth 32’ Brenninger 66’ Müller |

| Arbitro: | Redelfs |

|                     |           |  |
| Köppel 8’, 33’, 61’ | Marcatori |  |

| Arbitro: | Schmidt |

|                                        |           |  |
| Weidmann 15’ Olsson 43’ Gress 72’, 85’ | Marcatori |  |

| Arbitro: | Lutz |

|                                                |           |                                |
| Friedrich 17’ Pirrung 46’ Entenmann 65’ (aut.) | Marcatori | 33’ (aut.) Fuchs 43’ Entenmann |

| Arbitro: | Linn |

|                    |           |                   |
| Gress 26’ Haug 89’ | Marcatori | 76’ (aut.) Feller |

| Arbitro: | Schumann |

|                  |           |  |
| Ulsaß 65’ (rig.) | Marcatori |  |

#### Girone di ritorno
| Arbitro: | Hennig |

|               |           |          |
| Bjørnmose 69’ | Marcatori | 85’ Zech |

| Arbitro: | Schröck |

|                                         |           |                                     |
| Handschuh 10’, 46’ Olsson 63’ Haaga 75’ | Marcatori | 64’ Sondermann 80’ Budde 89’ Pavlić |

| Arbitro: | Hillebrand |

|                                              |           |           |
| Fischer 8’ Kölbl 10’ Lex 48’ Heiß 78’ (rig.) | Marcatori | 32’ Gress |

| Arbitro: | Herden |

|                                              |           |  |
| Handschuh 8’, 61’, 78’ Weidmann 14’ Zech 56’ | Marcatori |  |

| Arbitro: | Hennig |

|                                       |           |                 |
| Wild 20’ Ferschl 35’ Steffenhagen 60’ | Marcatori | 87’ (rig.) Haug |

| Arbitro: | Fritz |

|                                                          |           |            |
| Weidmann 17’ Stauvermann 27’ (aut.) Haug 61’ (rig.), 76’ | Marcatori | 83’ Littek |

| Arbitro: | Horstmann |

|  |           |                   |
|  | Marcatori | 5’, 32’, 67’ Rupp |

| Arbitro: | Fork |

|                 |           |  |
| Breuer 21’, 43’ | Marcatori |  |

| Arbitro: | Siepe |

|          |           |            |
| Zech 31’ | Marcatori | 23’ Seeler |

| Arbitro: | Schulenburg |

|                                |           |  |
| Fröhlich 57’ Fritsche 66’, 72’ | Marcatori |  |

| Arbitro: | Fuchs |

|                               |           |  |
| Handschuh 60’ Haug 80’ (rig.) | Marcatori |  |

| Arbitro: | Fritz |

|            |           |                         |
| Müller 43’ | Marcatori | 39’ Weidmann 83’ Olsson |

| Stoccarda 4 aprile 1970, ore 15:30 CET 30ª giornata | Stoccarda | 0 – 0 referto | Borussia M'gladbach | Neckarstadion (45 000 spett.)\| Arbitro: \| Redelfs \| |
| Arbitro:                                            | Redelfs   |               |                     |                                                        |

| Arbitro: | Lutz |

|                                   |           |  |
| Hölzenbein 5’ Heese 59’, 75’, 83’ | Marcatori |  |

| Arbitro: | Schäfer |

|                          |           |             |
| Handschuh 27’ Olsson 41’ | Marcatori | 60’ Richter |

| Dortmund 30 aprile 1970, ore 15:30 CET 33ª giornata | Borussia Dortmund | 0 – 0 referto | Stoccarda | Stadio Rote Erde (5 000 spett.)\| Arbitro: \| Conrad \| |
| Arbitro:                                            | Conrad            |               |           |                                                         |

| Arbitro: | Bien |

|                               |           |                   |
| Entenmann 43’ Olsson 77’, 78’ | Marcatori | 27’ Maas 61’ Weiß |

### Coppa di Germania
| Arbitro: | Hennig |

|          |           |  |
| Lehr 81’ | Marcatori |  |

### Coppa delle Fiere
| Arbitro: | Frauciel |

|                                          |           |  |
| Björklund 36’ (aut.) Olsson 50’ Haug 87’ | Marcatori |  |

| Arbitro: | Sørensen |

|             |           |              |
| Larsson 65’ | Marcatori | 15’ Weidmann |

| Stoccarda 12 novembre 1969, ore CET Secondo turno | Stoccarda  | 0 – 0 referto | Napoli | Neckarstadion (25 000 spett.)\| Arbitro: \| Kitabdjian \| |
| Arbitro:                                          | Kitabdjian |               |        |                                                           |

| Arbitro: | Nunes |

|           |           |  |
| Canzi 75’ | Marcatori |  |

## Statistiche

### Statistiche di squadra
| Competizione      | Punti | In casa | In casa | In casa | In casa | In casa | In casa | In trasferta | In trasferta | In trasferta | In trasferta | In trasferta | In trasferta | Totale | Totale | Totale | Totale | Totale | Totale | DR |
| Competizione      | Punti | G       | V       | N       | P       | Gf      | Gs      | G            | V            | N            | P            | Gf           | Gs           | G      | V      | N      | P      | Gf     | Gs     | DR |
| ----------------- | ----- | ------- | ------- | ------- | ------- | ------- | ------- | ------------ | ------------ | ------------ | ------------ | ------------ | ------------ | ------ | ------ | ------ | ------ | ------ | ------ | -- |
| Bundesliga        | 35    | 17      | 11      | 3       | 3       | 40      | 24      | 17           | 3            | 4            | 10           | 19           | 38           | 34     | 14     | 7      | 13     | 59     | 62     | -3 |
| Coppa di Germania | -     | 0       | 0       | 0       | 0       | 0       | 0       | 1            | 0            | 0            | 1            | 0            | 1            | 1      | 0      | 0      | 1      | 0      | 1      | -1 |
| Coppa delle Fiere | -     | 2       | 1       | 1       | 0       | 3       | 0       | 2            | 0            | 1            | 1            | 1            | 2            | 4      | 1      | 2      | 1      | 4      | 2      | +2 |
| Totale            | 35    | 19      | 12      | 4       | 3       | 43      | 24      | 20           | 3            | 5            | 12           | 20           | 41           | 39     | 15     | 9      | 15     | 63     | 65     | -2 |

### Andamento in campionato
| Giornata  | 1 | 2 | 3 | 4 | 5  | 6  | 7  | 8  | 9  | 10 | 11 | 12 | 13 | 14 | 15 | 16 | 17 | 18 | 19 | 20 | 21 | 22 | 23 | 24 | 25 | 26 | 27 | 28 | 29 | 30 | 31 | 32 | 33 | 34 |
| --------- | - | - | - | - | -- | -- | -- | -- | -- | -- | -- | -- | -- | -- | -- | -- | -- | -- | -- | -- | -- | -- | -- | -- | -- | -- | -- | -- | -- | -- | -- | -- | -- | -- |
| Luogo     | C | T | C | T | C  | T  | T  | C  | T  | C  | T  | C  | T  | C  | T  | C  | T  | T  | C  | T  | C  | T  | C  | C  | T  | C  | T  | C  | T  | C  | T  | C  | T  | C  |
| Risultato | N | N | V | P | P  | N  | P  | V  | V  | V  | V  | P  | P  | V  | P  | V  | P  | N  | V  | P  | V  | P  | V  | P  | P  | N  | P  | V  | V  | N  | P  | V  | N  | V  |
| Posizione | 8 | 9 | 6 | 9 | 13 | 11 | 13 | 12 | 10 | 7  | 7  | 8  | 9  | 8  | 8  | 7  | 8  | 8  | 8  | 9  | 7  | 8  | 6  | 8  | 9  | 9  | 9  | 8  | 9  | 7  | 9  | 8  | 8  | 7  |

Legenda:

Luogo: C = Casa; T = Trasferta. Risultato: V = Vittoria; N = Pareggio; P = Sconfitta.

### Statistiche dei giocatori
| Giocatore    | Bundesliga | Bundesliga | Bundesliga  | Bundesliga | Coppa di Germania | Coppa di Germania | Coppa di Germania | Coppa di Germania | Coppa delle Fiere | Coppa delle Fiere | Coppa delle Fiere | Coppa delle Fiere | Totale   | Totale | Totale      | Totale     |
| Giocatore    | Presenze   | Reti       | Ammonizioni | Espulsioni | Presenze          | Reti              | Ammonizioni       | Espulsioni        | Presenze          | Reti              | Ammonizioni       | Espulsioni        | Presenze | Reti   | Ammonizioni | Espulsioni |
| ------------ | ---------- | ---------- | ----------- | ---------- | ----------------- | ----------------- | ----------------- | ----------------- | ----------------- | ----------------- | ----------------- | ----------------- | -------- | ------ | ----------- | ---------- |
| H. Arnold    | 32         | 1          | 0           | 0          | 1                 | 0                 | 0                 | 0                 | 4                 | 0                 | 0                 | 0                 | 37       | 1      | 0           | 0          |
| G. Eisele    | 17         | 0          | 0           | 0          | 1                 | 0                 | 0                 | 0                 | 0                 | 0                 | 0                 | 0                 | 18       | 0      | 0           | 0          |
| H. Eisele    | 33         | 0          | 0           | 0          | 1                 | 0                 | 0                 | 0                 | 3                 | 0                 | 0                 | 0                 | 37       | 0      | 0           | 0          |
| W. Entenmann | 25         | 7          | 0           | 0          | 1                 | 0                 | 0                 | 0                 | 4                 | 0                 | 0                 | 0                 | 30       | 7      | 0           | 0          |
| D. Feller    | 11         | 0          | 0           | 0          | 1                 | 0                 | 0                 | 0                 | 3                 | 0                 | 0                 | 0                 | 15       | 0      | 0           | 0          |
| G. Gress     | 34         | 5          | 0           | 0          | 1                 | 0                 | 0                 | 0                 | 4                 | 0                 | 0                 | 0                 | 39       | 5      | 0           | 0          |
| W. Haaga     | 13         | 1          | 0           | 0          | 0                 | 0                 | 0                 | 0                 | 0                 | 0                 | 0                 | 0                 | 13       | 1      | 0           | 0          |
| K. Handschuh | 17         | 7          | 0           | 0          | 0                 | 0                 | 0                 | 0                 | 0                 | 0                 | 0                 | 0                 | 17       | 7      | 0           | 0          |
| H. Haug      | 26         | 10         | 0           | 0          | 1                 | 0                 | 0                 | 0                 | 4                 | 1                 | 0                 | 0                 | 31       | 11     | 0           | 0          |
| H. Hauser    | 0          | 0          | 0           | 0          | 0                 | 0                 | 0                 | 0                 | 0                 | 0                 | 0                 | 0                 | 0        | 0      | 0           | 0          |
| G. Heinze    | 26         | 0          | 0           | 0          | 0                 | 0                 | 0                 | 0                 | 1                 | 0                 | 0                 | 0                 | 27       | 0      | 0           | 0          |
| T. Hoffmann  | 14         | 0          | 0           | 0          | 0                 | 0                 | 0                 | 0                 | 2                 | 0                 | 0                 | 0                 | 16       | 0      | 0           | 0          |
| H. Höbusch   | 11         | 0          | 0           | 0          | 1                 | 0                 | 0                 | 0                 | 2                 | 0                 | 0                 | 0                 | 14       | 0      | 0           | 0          |
| B. Jopp      | 0          | 0          | 0           | 0          | 0                 | 0                 | 0                 | 0                 | 0                 | 0                 | 0                 | 0                 | 0        | 0      | 0           | 0          |
| H. Koch      | 2          | 0          | 0           | 0          | 0                 | 0                 | 0                 | 0                 | 0                 | 0                 | 0                 | 0                 | 2        | 0      | 0           | 0          |
| J. Martin    | 0          | 0          | 0           | 0          | 0                 | 0                 | 0                 | 0                 | 0                 | 0                 | 0                 | 0                 | 0        | 0      | 0           | 0          |
| H. Mayer     | 21         | 0          | 0           | 0          | 0                 | 0                 | 0                 | 0                 | 3                 | 0                 | 0                 | 0                 | 24       | 0      | 0           | 0          |
| J. Olsson    | 30         | 12         | 0           | 0          | 1                 | 0                 | 0                 | 0                 | 4                 | 1                 | 0                 | 0                 | 35       | 13     | 0           | 0          |
| G. Regitz    | 0          | 0          | 0           | 0          | 0                 | 0                 | 0                 | 0                 | 0                 | 0                 | 0                 | 0                 | 0        | 0      | 0           | 0          |
| G. Sawitzki  | 0          | 0          | 0           | 0          | 0                 | 0                 | 0                 | 0                 | 0                 | 0                 | 0                 | 0                 | 0        | 0      | 0           | 0          |
| R. Weidle    | 10         | 1          | 0           | 0          | 0                 | 0                 | 0                 | 0                 | 2                 | 0                 | 0                 | 0                 | 12       | 1      | 0           | 0          |
| M. Weidmann  | 34         | 9          | 0           | 0          | 1                 | 0                 | 0                 | 0                 | 4                 | 1                 | 0                 | 0                 | 39       | 10     | 0           | 0          |
| H. Weiß      | 0          | 0          | 0           | 0          | 0                 | 0                 | 0                 | 0                 | 0                 | 0                 | 0                 | 0                 | 0        | 0      | 0           | 0          |
| H. Wittfoht  | 11         | 0          | 0           | 0          | 1                 | 0                 | 0                 | 0                 | 1                 | 0                 | 0                 | 0                 | 13       | 0      | 0           | 0          |
| R. Zech      | 30         | 4          | 0           | 0          | 1                 | 0                 | 0                 | 0                 | 4                 | 0                 | 0                 | 0                 | 35       | 4      | 0           | 0          |